# ماریا یاکوبینی
ماریا یاکوبینی (ایتالیایی: Maria Jacobini؛ ۱۷ فوریه ۱۸۹۲ – ۲۰ نوامبر ۱۹۴۴) بازیگر اهل پادشاهی ایتالیا بود.  او خواهر بزرگ‌تر بازیگر دیومیرا یاکوبینی بود.
او همسر کارگردان ایتالیایی جنارو ریگلی بود و در بسیاری از فیلم‌های صامت او هنرنمایی کرد. وی در اواسط دههٔ ۱۹۲۰ میلادی در سینمای آلمان فعال بود.
از فیلم‌های او می‌توان به همچون برگ‌ها، همسریاب، گردهمایی سوگ‌انگیز، نغمه‌های جاویدان  و جوزپه وردی اشاره کرد.